# Intolerância hereditária à frutose
A intolerância hereditária à frutose (“IHF”) é um erro inato do metabolismo causado pela deficiência da enzima aldolase B, participante do metabolismo da frutose em alguns tecidos, sobretudo no fígado. Pacientes diagnosticados com a IHF são incapazes de metabolizar a frutose e devem seguir uma dieta totalmente isenta desse monossacarídeo. Não confundir com má absorção à frutose[ligação inativa] ou com deficiência de frutose 1,6-difosfatase. 

## Metabolismo
A enzima aldolase B catalisa a conversão da frutose-1-fosfato a fosfato de di-hidroxiacetona e gliceraldeído[ligação inativa], uma das etapas do metabolismo da frutose que gera energia na forma de trifosfato de adenosina (ATP). A ausência da aldolase B leva ao acúmulo de frutose-1-fosfato, com consequente queda no nível de fosfato inorgânico intracelular, comprometendo a produção de ATP. Além disso, sintomas como a hipoglicemia e a diminuição da síntese proteica são observados em indivíduos acometidos com a IHF.

## Sintomas
Náuseas, vômitos, diarréia, dor abdominal, insuficiência renal, aumento anormal do volume do fígado, hipoglicemia e recusa a alimentos de sabor caracteristicamente doce podem ocorrer.

## Diagnóstico
O diagnóstico correto da IHF é feito através de exame genético de rastreamento específico para os alelos causadores da doença ou biópsia hepática.

## Tratamento
Atualmente, não há tratamento para a doença, portanto, é mandatória a dieta isenta de qualquer fonte de frutose, tais como: sacarose (glicose e frutose) e sorbitol. Alimentos com rafinose, inulina e estaquiose contêm frutose na sua composição, e, por isso, não devem ser ingeridos por afetados por IHF. O mel contém entre 20 -40% de frutose; frutas, de 20-40% e legumes de 1-2% de frutose, sendo esses substituídos por glicose, dextrina de maltose e / ou amido, que podem satisfazer as necessidades de calorias e evitar a ingestão excessiva de gordura. Muitos produtos para diabéticos contêm frutose e / ou sorbitol sendo esses excluídos da dieta desses pacientes. Com a eliminação de frutas e um grande número de vegetais, a dieta é deficiente em vitamina C e ácido fólico, necessitando de suplementação.